# Kikkerbekken
Kikkerbekken (Podargidae) zijn een familie van vogels uit de orde Podargiformes. De familie telt  drie geslachten.
- Geslacht Batrachostomus (12 soorten)
- Geslacht Podargus (3 soorten)
- Geslacht Rigidipenna (1 soort: Salomonskikkerbek)